# Ctenorhachis
Ctenorhachis es un género extinto de esfenacodóntido, relacionado con Dimetrodon, siendo un miembro basal de la familia Sphenacodontidae. Ctenorhachis vivió durante el Pérmico Inferior. Se conocen dos especímenes procedentes de los condados de Baylor and Archer en Tejas, Estados Unidos. Solo se recuperaron vértebras y la pelvis. Las vértebras articulados del holotipo apófisis espinosas muy elongadas, sin embargo, no alcanzaban la longitud de otros esfenacodóntidos como Dimetrodon y Secodontosaurus, en los cual formaban una gran vela. La pelvis es casi idéntica a la de Dimetrodon. Como se sugirió en la descripción original del género, Ctenorhachis podría representar un dimorfo sexual de espinas cortas, sin embargo creen que esto es improbable.